# Gmina Hedensted
Gmina Hedensted (duń. Hedensted Kommune) – gmina w Danii w regionie Jutlandia Środkowa.
Gmina powstała 1 stycznia 2007 roku na mocy reformy administracyjnej z połączenia gmin Juelsminde, Tørring-Uldum (części) i poprzedniej gminy Hedensted.
Siedzibą władz gminy jest miasto Hedensted.